# Zoë Robins
Zoë Robins (Lower Hutt, 19 de febrero de 1993) es una actriz neozelandesa, principalmente conocida por su interpretación de Hayley Foster en Power Rangers Ninja Steel y Nynaeve al'Meara en La rueda del tiempo.

## Biografía
Robins nació en 1993 en la localidad de Lower Hutt, situada en la Región de Wellington en la Isla Norte de Nueva Zelanda. Su primer papel en la actuación fue en 2005 cuando tenía 12 años, en la serie de televisión neozelandesa The New Tomorrow. Posteriormente asistió a The Actor's Program, un curso de actuación en Auckland.
Su primer papel importante fue en 2017 cuando interpretó el personaje de White Ranger en la serie de televisión Power Rangers Ninja Steel. Es la quinta mujer negra en interpretar un papel de Power Ranger en los 30 años de historia de la franquicia. Ese mismo año, también protagonizó Black Christmas. Luego actuó en dos episodios de la serie The Shannara Chronicles y en 2019, protagonizó un episodio de la serie The Brokenwood Mysteries.
En agosto de 2019 fue seleccionada para interpretar el papel de Nynaeve al'Meara en la adaptación de Amazon Prime de La rueda del tiempo que se estrenó en 2021. La serie, se desarrolla en un mundo alternativo donde la magia existe, pero sólo determinadas mujeres pueden usarla, la serie está inspirada en la novela del mismo título, escrita por Robert Jordan. En esta adaptación, Zoë Robins actúa junto a las actrices y actores Rosamund Pike, Josha Stradowski, Sophie Okonedo, Madeleine Madden y Kate Fleetwood. En una entrevista explicó que tuvo que salir de su zona de confort porque el papel le aterraba. El personaje de Nynaeve la asustó, antes de darse cuenta, unos meses después, del parecido que siente con este personaje, lo que le permite liberarse emocionalmente. También dijo que aprendió a amar la ira, como si realmente no hubiera permitido sentirla, como mujer. Para ella la experiencia es terapéutica.
También ha protagonizado los cortometrajes $1 Reserve y Auckland Short Stories.

## Vida personal
Vive en Los Ángeles y es madre de un niño llamado Kaiyon, nacido en 2013.

## Filmografía

### Películas
| Año            | Título          | Papel       | Notas     | Ref.   |
| -------------- | --------------- | ----------- | --------- | ------ |
| 2018           | The Finest      | Taylor      | Telefilme | [ 13 ] |
| 2019           | Black Christmas | Oona Apteao |           |        |
| (Fuente: IMDb) |                 |             |           |        |

### Series de televisión
| Año            | Título                    | Papel                                    | Notas                             | Ref.  |
| -------------- | ------------------------- | ---------------------------------------- | --------------------------------- | ----- |
| 2005           | The New Tomorrow          | Faygar                                   |                                   |       |
| 2006           | The Killian Curse         | Haley Bloomsfield                        | 6 episodios                       |       |
| 2016           | Shortland Street          | Sabina Faraj                             | 1 episodio                        |       |
| 2016           | The Shannara Chronicles   | Zora                                     | Episodios: «Utopia» y «Breakline» |       |
| 2017-2018      | Power Rangers Ninja Steel | Hayley Foster (White Ninja Steel Ranger) | Papel principal; 44 episodios     |       |
| 2019           | The Brokenwood Mysteries  | Cleo                                     | Episodio: «The Power of Steam»    |       |
| 2021-2025      | La rueda del tiempo       | Nynaeve al'Meara                         | Papel principal; 24 episodios     | [ 9 ] |
| (Fuente: IMDb) |                           |                                          |                                   |       |

## Videojuegos
| Año  | Título       | Papel       | Notas | Ref.   |
| ---- | ------------ | ----------- | ----- | ------ |
| 2022 | Evidence 111 | Alice Wells | Voz   | [ 14 ] |